# Oliver Grau
Oliver Grau (rođen 24. listopada 1965. ) je njemački povjesničar umjetnosti i teoretičar medija s naglaskom na znanost o slici, modernost i medijske umjetnosti, kao i kulturu 19. stoljeća i talijansku umjetnost renesanse.

## Djela
Oliver Grau je profesor znanosti o slici i voditelj Odjela znanosti o slici 
na Sveučilištu Danube Krems.
Njegove knjige uključuju:
- Virtual Art: From Illusion to Immersion (MIT Press / Leonardo Books, 2003)
- Mediale Emotionen (Fischer, 2005)
- MediaArtHistories (MIT Press / Leonardo Books, 2007)

Održavao je predavanja na međunarodnim turnejama, dobio brojne nagrade, objavio međunarodne publikacije na engleskom, španjolskom, portugalskom, srpskom, makedonskom, slovenskom, korejskom, kineskom jeziku. Njegovo glavno područje istraživanja je povijest medijske umjetnosti, uranjanje (virtualna realnost), i emocije, kao i povijest, ideja i kultura teleprisutnosti i umjetnog života. Grauova knjiga Virtual Art, koja je obrađena u više od 50 recenzija, ponudila je po prvi put povijesnu usporedbu teorije uranjanja na razini slika-promatrač, kao i sustavnu analizu trilogije: umjetnik, rad i promatrač, u uvjetima digitalne umjetnosti. Istraživanje je povezano s novim modelom evolucijske povijesti medija iluzije koji rezultira s jedne strane relativnom ovisnošću o novim čulnim potencijalima sugestije, a s druge strane o promjenjivoj snazi otuđenja gledatelja (medijska kompetencija).
Grau je osmislio nove znanstvene alate za humanističke znanosti / digitalne humanističke znanosti, upravljao je projektom "Immersive art" institucije "The German Research Foundation (DFG)", čiji tim je 1998 g. počeo razvijati prvu međunarodnu arhivu za digitalnu umjetnost pisanu na open source platformi na sveučilištu Danube-University Krems i otada je prate brojni spin-off projekti. 
Od 2000 g. DVA je bila prva on-line arhiva na kojoj se može redovito pratiti video dokumentacija. Od 2005 g. Grau je upravitelj baze podataka Goettweigs grafičke zbirke, najveće austrijske privatne grafičke zbirke koja sadrži 30.000 djela, u rasponu od Albrecht Duerera do Gustava Klimta. Grau je razvio novi međunarodni nastavni plan i program za znanost o slici:
MediaArtHistories MA, akademski stručni program upravljanja digitalnom zbirkom, program dizajna izlaganja, vizualne kompetencije i master program znanost o slici. 
 Povrh toga, uvođenjem prijenosa predavanja putem weba (the Danube Telelectures), novi interaktivni format održavanja predavanja i rasprava je zaživio i odaslan je strimingom širom svijeta.
Nakon studija u Hamburgu, Berlinu i Sieni i doktorskog rada, Grau je predavao na Humboldt sveučilištu u Berlinu, bio je gost različitih istraživačkih laboratorija u Japanu i SAD-u i nakon poslije doktorske kvalifikacije predavača (habilitation) 2003 g. radio je kao profesor na različitim međunarodnim sveučilištima. Djelovao je kao savjetnik u međunarodnim stručnim časopisima i različitim udrugama. Grau organizira različite konferencije. Od 2002 g. Grau je pokušao udružiti istraživanje medijske umjetnosti i njenu povijest koje su raspršene na mnogim poljima i zato je bio osnivački ravnatelj Refresh!-a, First International Conference on the History of Media Art, Science and
Technology, Banff 2005 (2007 Berlin, 2009 Melbourne, 2011 Liverpool) - prva međunarodna konferencija o povijesti medijske umjetnosti, znanosti i tehnologije. 
O.Grau: MediaArtHistories, MIT Press-2007 i on-line tekstualna arhiva mediaarthistory.org su rezultat ovih konferencija. Neke od nagrada: 2001 g. izabran za člana Young Academy of the Berlin-Brandenburgischen Scientific Academy and the Leopoldina; 2002 g. InterNations/Goethe Institute; 2003 g. Book of the Month, Scientific American; 2003 g. dobiva istraživačku stipendiju od njemačko-talijanskog centra Villa Vigoni; 2004 g. dobiva nagradu Media Award of the Humboldt University.

## Vanjske poveznice
- Department for Image Science, Danube University Krems, Austria  Arhivirana inačica izvorne stranice od 18. rujna 2008. (Wayback Machine)
- Database of Virtual Art
- MediaArtHistories Archive
- Graphic Collection Göettweig-Online
- Danube Telelectures  Arhivirana inačica izvorne stranice od 31. svibnja 2011. (Wayback Machine)
- MediaArtHistories (MIT Press/Leonardo Books) edited by Oliver Grau
- Virtual Art: From Illusion to Immersion (MIT Press/Leonardo Books) by Oliver Grau